# مرلي تايلور
مرلي تايلور (بالإنجليزية: Merle Taylor)‏ هو عازف كمان ‏ أمريكي، ولد في 19 مايو 1927، وتوفي في 3 مايو 1987.